# 圓明寺 (犬山市)
圓明寺（えんみょうじ）は、愛知県犬山市犬山東古券595にある真宗大谷派の寺院。山号は城郭山。本尊は阿弥陀如来。本堂、僧寮、庫裏、山門、鐘楼が登録有形文化財。

## 文化財

### 市指定文化財
- 円空仏 阿弥陀如来立像
  - 1985年（昭和60年）12月26日指定[6]。

### 登録有形文化財

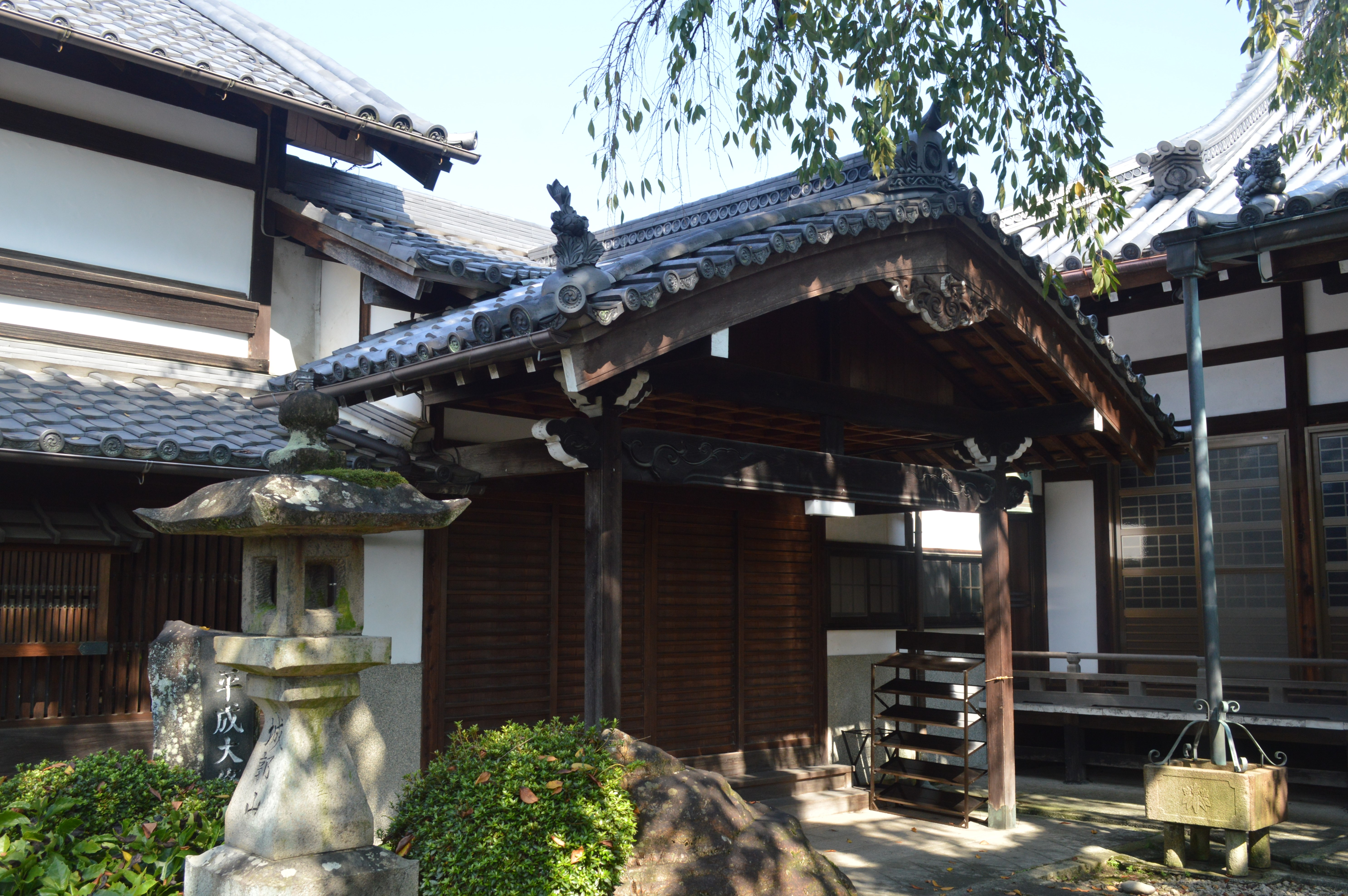
本堂
  - 入母屋造、本瓦葺[1]。建築面積222平方メートル[1]。桁行15.3メートル、梁間16.7メートル[1]。境内北奥に建つ[1]。内部は広縁、内陣、余間、外陣、矢来内と並んでいる[1]。全ての柱が角柱であり、細部に古式をとどめている[1]。
  - 江戸時代前期竣工[1]。元禄2年（1689年）改修[1]。2012年（平成24年）8月13日、登録有形文化財に登録された[1]。
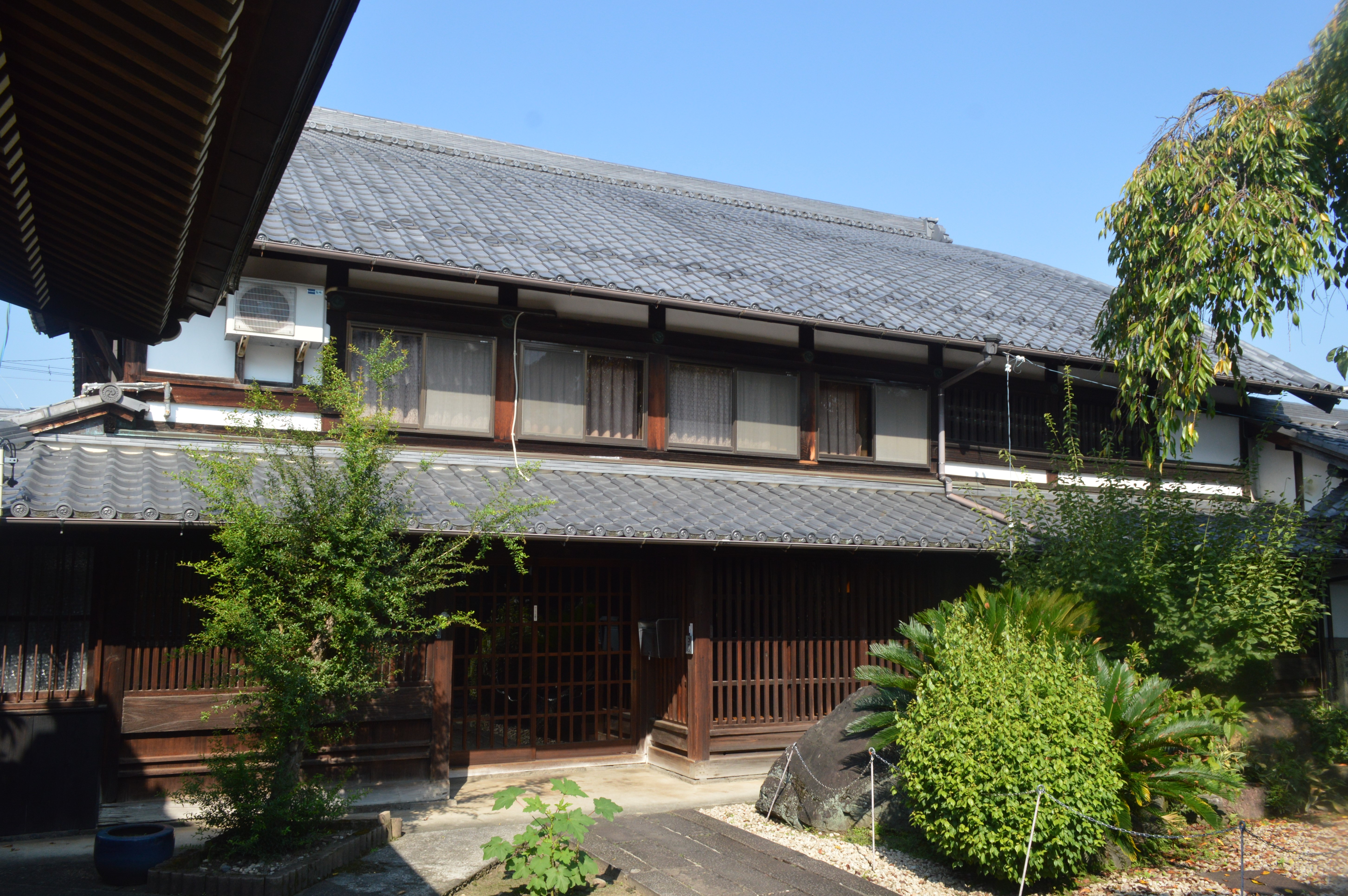
僧寮
  - 切妻造、桟瓦葺[2]。建築面積90平方メートル[2]。本堂と庫裏の間に建ち、本堂側に切妻造の式台玄関を有する[2]。
  - 明治時代中期竣工[2]。2012年（平成24年）8月13日、登録有形文化財に登録された[2]。
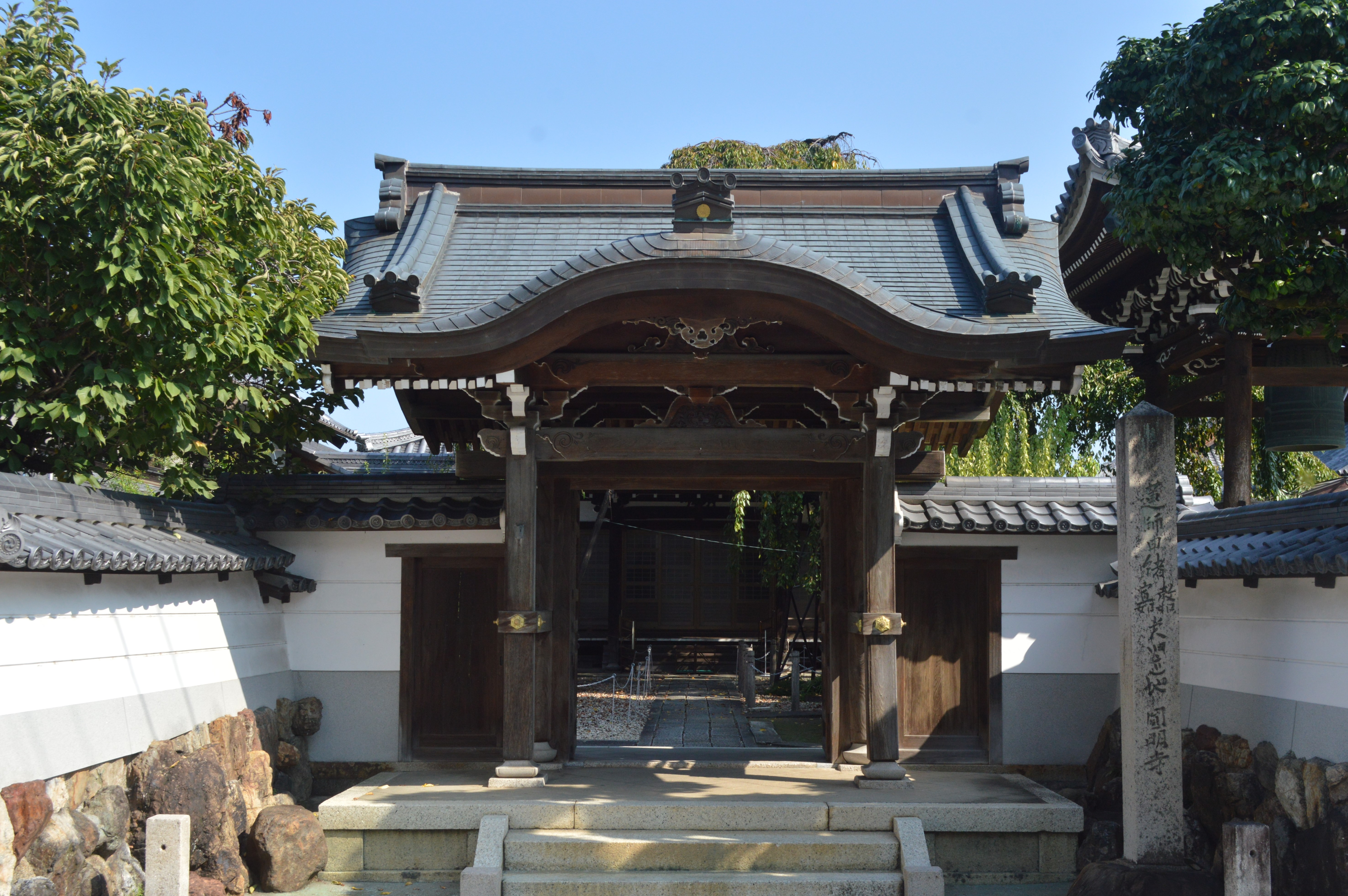
庫裏
  - 切妻造、桟瓦葺[3]。建築面積314平方メートル[3]。本堂の南西に東面して建つ[3]。
  - 江戸時代後期、犬山城下に町屋として建てられた[3]。明治時代中期移築[3]。2012年（平成24年）8月13日、登録有形文化財に登録された[3]。
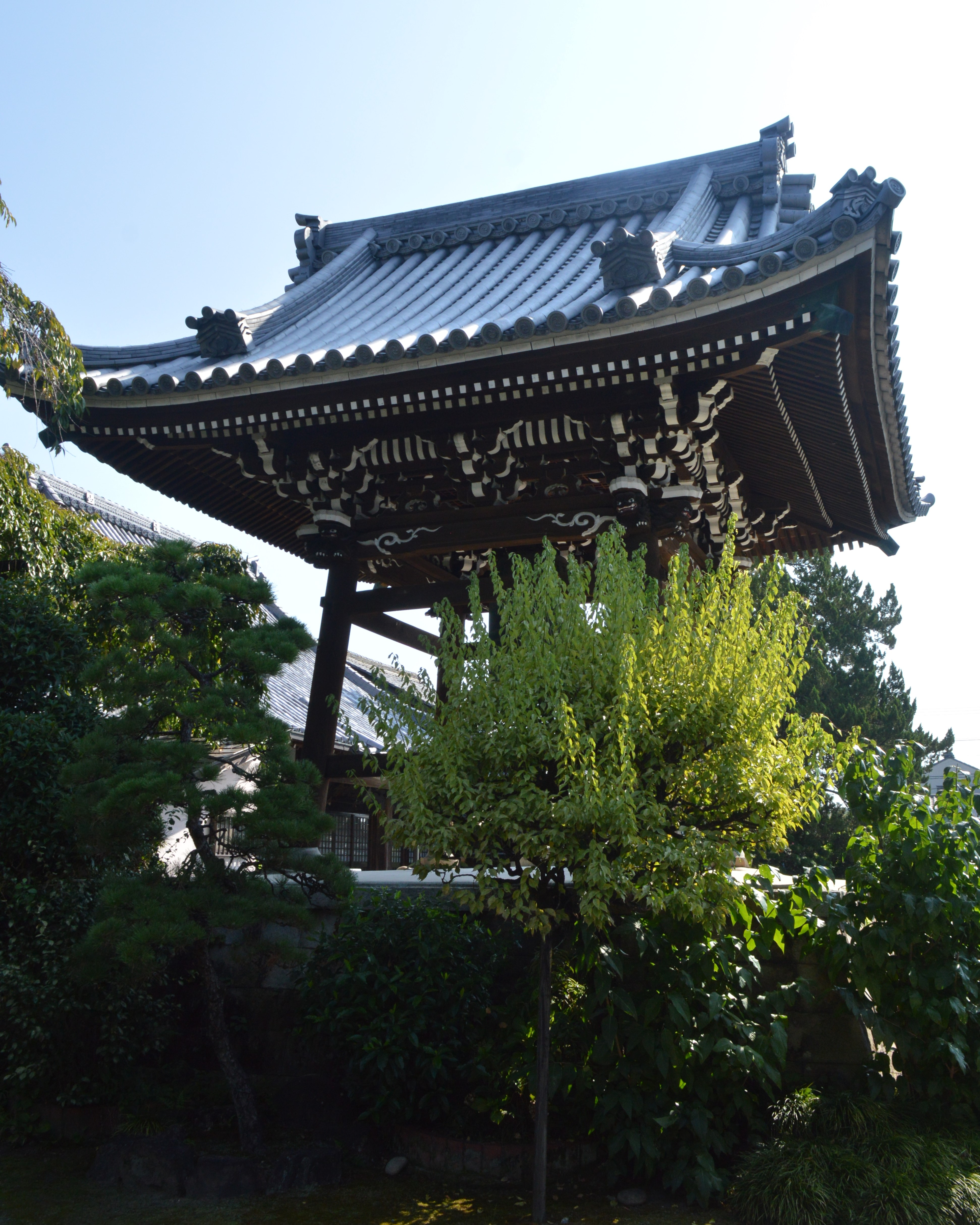
山門
  - 切妻造、銅板葺[4]。桁行2.5メートル、梁間2.1メートル。間口2.5メートル[4]。正面に軒唐破風が付いた四脚門[4]。本柱は円柱、控柱は几帳面取角柱である[4]。
  - 1937年（昭和12年）竣工[4]。棟梁は11代目伊藤平左衛門[4]。2012年（平成24年）8月13日、登録有形文化財に登録された[4]。
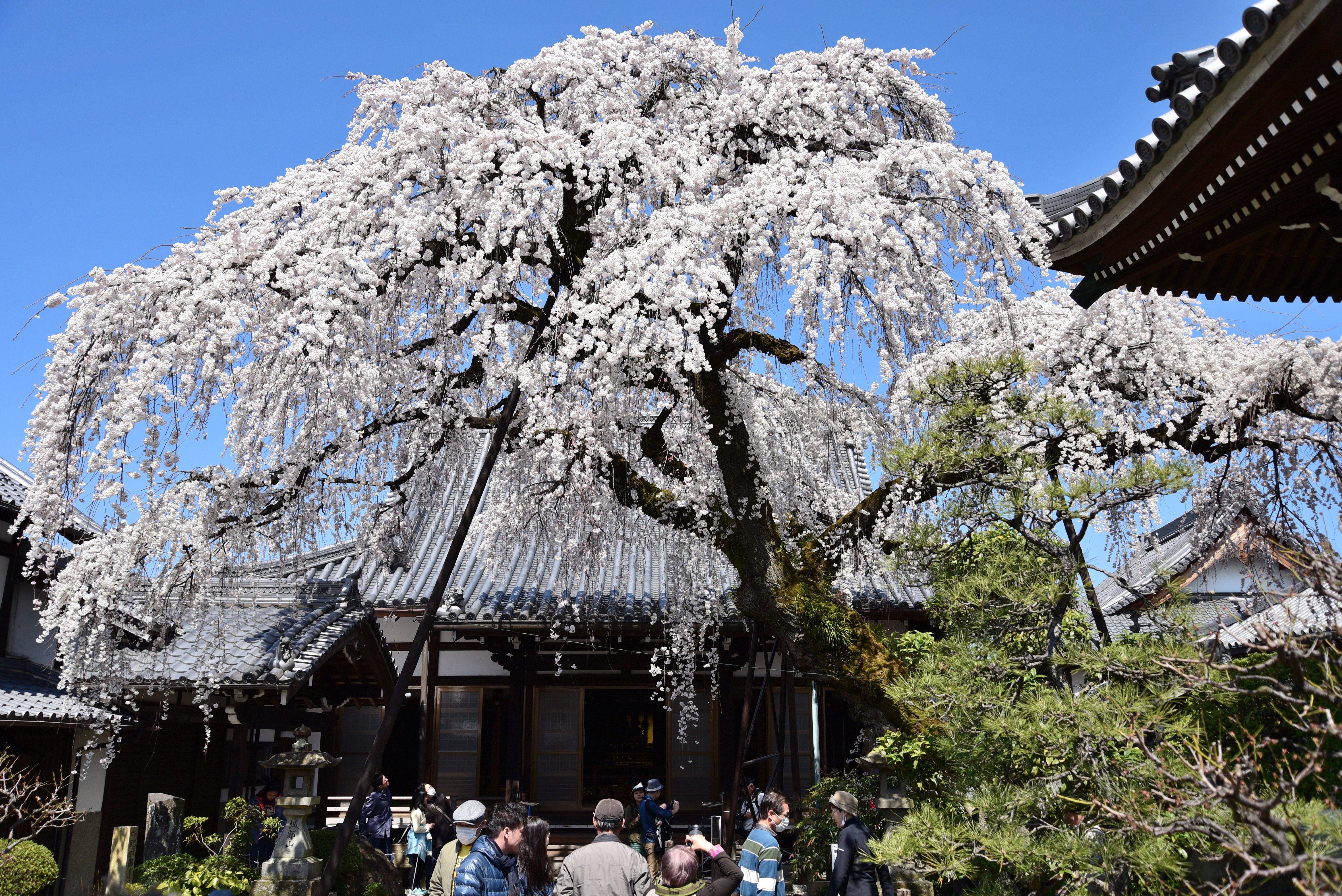
鐘楼
  - 入母屋造、本瓦葺[5]。境内の東側にあり、庫裏と向き合っている[5]。軸部は禅宗様の様式を基調としている[5]。
  - 江戸時代中期竣工[5]。2012年（平成24年）8月13日、登録有形文化財に登録された[5]。

- 僧寮
- 庫裏
- 山門
- 鐘楼
- シダレザクラ